# All We Got Iz Us
All We Got Iz Us — второй студийный альбом американской хардкор-рэп-группы Onyx, выпущенный 24 октября 1995 года на лейбле JMJ Records и Rush Associated Labels. Альбом был спродюсирован самими участниками группы. В записи альбома приняла участие рэп-группа All City и рэпер из Куинса, Panama P.I.
All We Got Iz Us дебютировал под номером 22 в чарте Billboard 200 и под номером 2 в чарте Top R&B/Hip Hop Albums в американском журнале Billboard. Было продано более 500 тысяч копий альбома, но он никогда не приближался к успеху первого альбома.
Альбом содержит два сингла, которые попали в чарты журнала Billboard: «Last Dayz» и «Live!!!». «Last Dayz» достиг 89 места в чарте Billboard Hot 100 и 10 места в чарте Hot Rap Singles. «Live Niguz», также известный как «Live!!!», добрался до 17 места в чарте Hot Rap Singles и 81 места в чарте Hot R&B/Hip-Hop Singles & Tracks. «Live Niguz» появился на саундтреке к документальному фильму The Show 1995 года. «Last Dayz» был использован в фильме 8 Миля.

## Предыстория
В марте 1994 года, когда Fredro Starr был на съёмочной площадке фильма Опасные мысли, Лиор Коэн пришёл к нему и предложил ему миллион долларов за запись нового альбома All We Got Iz Us. Big DS покинул группу в то же самое время, чтобы начать сольную карьеру. Во время сессий записи альбома было записано 25 песен, но только 15 из них были включены в альбом по решению Jam Master Jay.
В том же самом году участники группы Onyx создали лейбл Armee Records и подписали контракты на производство и распространение с лейблами Capitol Records и Mercury Records. Группа Onyx подписала контракты с артистами All City (Greg Valentine и J. Mega) и Panama P.I., которые приняли участие в записи второго альбома Onyx, All We Got Iz Us, с группой Gang Green и певцом Choclatt (Jared Crawford).

## Псевдонимы
На альбоме два участника группы появились с новыми псевдонимами:
- Fredro Starr стал называть себя Never
- Suave стал называть себя Sonee Seeza и Sonsee

## Концепция названия альбома
Название альбома All We Got Iz Us (с англ. — «Всё, что есть у нас — это мы сами») появилось, потому что в то время это было состояние души участников группы Onyx.
«… Мы придумали это название однажды в студии. В то время ниггеры стояли на коленях, плакали, молились, говоря „я люблю тебя, мой ниггер“, и вот о чём альбом 'All We Got Iz Us'. Этот альбом был болью. Теперь нужно было передвигаться с Mac-12 в багажнике, пуленепробиваемым жилетом, поскольку ниггеры ходили с сумасшедшими деньгами. Ты думал, что ниггеры собираются убить тебя, так что это было наше настроение.» — Fredro Starr

## Лирика
All We Got Iz Us считается отличным продолжением их дебюта Bacdafucup, многие фанаты называют его лучшим альбомом Onyx. Отвлекаясь от более юмористического подхода к своему дебюту, All We Got Iz Us имеет общий более тёмный и более серьёзный тон, касающийся таких предметов, как самоубийство, злоупотребление тяжелыми веществами и расизм. Например, вступительный трек содержит монолог с разделением личности: Sticky Fingaz угрожает себе под прицелом, в конечном итоге совершая самоубийство.

## Обложка альбома
Для обложки альбома All We Got Iz Us Стики и Фредро просто хотели нарисовать потрескавшееся безумное лицо. Вероятно, это была плохая идея, потому что это было началом, когда продажи альбомов Onyx начали «трескаться». Обложкой для All We Got Iz Us была металлическая пластина около 6 дюймов (15,24 см) в размере, и фотограф просто сделал снимок этой пластины, и безумное лицо, которое вы видите на задней обложке альбома Shut ’Em Down, это был настоящий комок из металла.

## Синглы
Было выпущено 2 сингла на песни из этого альбома: «Live Niguz» и «Last Dayz».
Первый сингл, «Live Niguz», также известный под его цензурным названием «Live!!!», был выпущен 18 июля 1995 года как сингл из саундтрека к фильму The Show и как первый сингл со второго альбома Onyx, All We Got Iz Us. Спродюсированный 8-Off Assassin и всеми тремя участниками Onyx, «Live!!!» только нашел небольшой успех в чартах на Hot R&B/Hip-Hop Singles & Tracks, став первым синглом группы, который не попал в чарт Billboard Hot 100.
Второй сингл, «Last Dayz», был выпущен 3 октября 1995 года. Спродюсированный Fredro Starr, «Last Dayz» достиг 89 места в чарте Billboard Hot 100. Инструментал этой песни был использован в фильме 8 Миля для рэп-битвы между Lotto и B-Rabbit. В 2013 году песня была перезаписана Fredro Starr и Sticky Fingaz и выпущена на сборнике Songs of the 90’s.
Было снято 4 музыкальных видеоклипа на песни: «Last Dayz», «All We Got Iz Us», «Walk In New York» и «Live Niguz». Все видеоклипы можно найти на DVD Onyx: 15 Years Of Videos, History And Violence, выпущенном группой Onyx в 2008 году.

## Появление в фильмах и на телевидении
- В 1995 году песня «Betta Off Dead» была использована в фильме Зависимость.[11]
- В 1995 году песня «Shout» появилась на промо-саундтреке к фильму Плохие парни.[12]
- В 1995 году песня «Live Niguz» появилась в саундтреке к документальному фильму The Show
- В 2002 году инструментал из песни «Last Dayz» использовался в фильме 8 Миля во время сцен рэп баттлов.

## Приём критиков
| Оценки критиков | Оценки критиков |
| Источник        | Оценка          |
| --------------- | --------------- |
| The Source      | [ 13 ]          |
| Q               | [ 14 ]          |
| Allmusic        | [ 15 ]          |
| Rate Your Music | [ 16 ]          |
| RapReviews.com  | [ 3 ]           |
| NME             | [ 17 ]          |

Альбом получил положительные оценки от критиков. Реймонд Каннингем из The Source поставил три с половиной звезды из пяти, сказав «…Хотя альбом и упакован уверенными выстрелами, есть несколько уверенных промахов. „Shout“, который не имеет права находиться на этом LP, имеет твёрдый бит. Но припев такой же банальный, как комикс ONYX. Также есть песня „All We Got Iz Us“, песня, в которой обсуждаются улицы и всё не так уж и плохо, опять же, пока не начнётся отвратительный припев. Это может быть случай, когда качество других песен покрывает их. В любом случае они определённо выделяются как более слабые представления о работах группы.»
Журнал Q поставил три звезды из пяти и охарактеризовал альбом как «…Тексты — быстрые, звук плотный…»
Бонц Малоун из журнала Vibe сказал «…Теперь, после двухлетнего перерыва, они вернулись с „All We Got Iz Us“, и это — хардкор. „Purse Snatchers“ и „Better Off Dead“, вероятно, самые дикие треки. Обе песни сделаны для „нарушителей закона, торговцев наркотиками, правонарушителей… контрабандистов, грабителей с ножами в трущобах, бегающих за ниггерами ради пары обуви“. Это сделано головорезами для головорезов — ударяя вас в лицо прикладом грязного пистолета, который выпускает настоящий яд, как видно на улицах. Он предназначен для незрелых зрителей, поэтому они будут мудры и осознают, что всё, что у нас есть, это мы друг у друга. Людям нужно услышать этих интересных персонажей.»
Журнал NME поставил альбому семь звёзд из десяти, сказав: «Хотя здесь и нет ничего, чтобы сравниться с дебютным альбомом Wu на вершине Нью-Йоркского дерева, Onyx убедительно звучит с этим альбомом. Они всё ещё рисуют картины Нью-Йорка, которые превращают город в военный ландшафт, но они хорошо обсудили свои ходы, чтобы не допустить повторения последних неудачников в рэпе…»
Портал Rate Your Music поставил три с половиной звезды из пяти, сказав «…Эта запись — одна из самых тёмных, суровых, мрачных, самых мерзких записей, когда-либо сделанных. Продакшн здесь больше похож на готический ландшафт, чем на джазовое бум бэп дерьмо начала 90-х. Альбом вызывает воспоминания о заброшенных крэк домах и полицейских погонях с его подземными бассовыми линиями, суровыми киками и снэрами и атмосферными звуками.»
Ровальд Пруйн из RapReviews поставил альбому девять звёзд из десяти, сказав: «…В новом мировом порядке Onyx’а всё перевёрнуто. Чёрное — это белое, плохое — это хорошее. Самоубийство? Без особого стыда, но это достойный выход из дерьмовой ситуации. Люди? Либо сыкуны, либо cлабаки. Первая группа людей может получить пулю в спину, вторая может получить её в зубы. История? Жалкое рабство и изнасилование прабабушек жадными владельцами плантаций. Музыка? Продавать наркотики своим людям выгоднее. Будущее? Бросьте микрофон. Бросьте своих руководителей. Кому нужна мораль, когда вы уже живёте в аду?»
Макс из блога Hip Hop Isn’t Dead сказал «…Большинство критиков согласились с тем, что All We Got Iz Us был достойным дополнением не только к каталогу Onyx, но и к хип-хопу в целом. Я уверен, что есть тонна блогеров, которые считают, что этот альбом должен был быть более успешным, чем он был. И да, я один из них.»
Шу-Ин из блога Boom Bap Reviews сказал «…В отличие от Bacdafucup, этот альбом — проклятый кошмар звукозаписывающего лейбла. Sticky, в частности, получил много похвалы за его вклад, и поверьте мне, что она заслуженна.»

## Публикации в изданиях
В 1995 году альбом был разбит по трекам группой Onyx в журнале Hip-Hop Connection, выпуск #79 (Сентябрь 1995 года). В 1996 году журнал CMJ New Music Monthly поместил альбом в их список 25 лучших хип-хоп-альбомов 1995 года. В 2008 году Кит Мёрфи из журнала Vibe назвал альбом лучшим спродюсированным альбомом 1995 года и поместил альбом в список 24 забытых рэп-классики. В 2012 году Эрнест Бейкер из журнала Complex поместил альбом в список 42 любимых альбома A$AP Yams. В 2015 году Кристофер Пьежник из портала Medium поместил альбом в свой список 20 лучших хип-хоп-альбомов 1995 года. В 2016 году Дастин Дж. Зайберт из журнала The Root поместил альбом в их список 15 истинно недооценённых хип-хоп-альбомов. В 2016 году Цис Ван Бирс из Hip Hop Golden Age занёс альбом в свой список Лучшие 40 хип-хоп-альбомов 1995 года. В 2018 году интернет-радио Stitcher Radio посвятило эпизод передачи BUMS описанию альбома Onyx 1995 года, «All We Got Iz Us».
| Издание               | Страна | Похвала                                   | Год  | Позиция |
| --------------------- | ------ | ----------------------------------------- | ---- | ------- |
| CMJ New Music Monthly | США    | 25 лучших хип-хоп-альбомов 1995 года      | 1996 | *       |
| Vibe                  | США    | 24 забытых рэп-классики                   | 2008 | *       |
| Complex               | США    | 42 любимых альбома A$AP Yams              | 2012 | *       |
| Medium                | США    | 20 лучших хип-хоп-альбомов 1995 года      | 2015 | *       |
| The Root              | США    | 15 истинно недооценённых хип-хоп-альбомов | 2016 | 1       |
| Hip Hop Golden Age    | США    | Лучшие 40 хип-хоп-альбомов 1995 года      | 2016 | *       |

## Список композиций
Информация о семплах была взята из сайта WhoSampled.
| #  | Название                          | При участии          | Продюсер(ы)                                                        | Семпл(ы) | Длительность |
| -- | --------------------------------- | -------------------- | ------------------------------------------------------------------ | --- | ------------ |
| 1  | «Life Or Death» (Skit)            |                      | Fredro Starr Sticky Fingaz Sonee Seeza 8-Off Assassin (сопродюсер) | - «Throw Ya Gunz» by Onyx | 0:48         |
| 2  | «Last Dayz»                       |                      | Fredro Starr                                                       | - «Love Lips» by Bob James and Earl Klugh - «A Song for You» by Aretha Franklin - «Outside Love» by Brethren - Диалог из фильма Угроза обществу | 3:56         |
| 3  | «All We Got Iz Us (Evil Streets)» | Panama P.I.          | Fredro Starr                                                       | | 4:12         |
| 4  | «Purse Snatchaz»                  | Greg Valentine       | Fredro Starr Sticky Fingaz Sonee Seeza                             | - «Love Is My Life» by Jimmy McGriff - «Ain’t No Sunshine» by Bill Withers                                                                      | 4:07         |
| 5  | «Shout»                           |                      | Fredro Starr                                                       | - «Tryin' to Get the Feeling Again» by Hubert Laws - «Just Rhymin' With Biz» by Big Daddy Kane feat. Biz Markie                                 | 3:47         |
| 6  | «I Murder U» (Skit)               |                      | Fredro Starr                                                       | - «Handclapping Song» by The Meters | 0:22         |
| 7  | «Betta Off Dead»                  |                      | Fredro Starr Sticky Fingaz Sonee Seeza 8-Off Assassin (сопродюсер) | - «Slow Dance» by Stanley Clarke - «Throw Ya Gunz» by Onyx                                                                                      | 4:04         |
| 8  | «Live Niguz»                      |                      | Fredro Starr                                                       | - «Wherever You Are» by Isaac Hayes - «I Like Funky Music» by Uncle Louie - «Kool Is Back» by Funk, Inc.                                        | 3:19         |
| 9  | «Punkmotherfukaz»                 |                      | Fredro Starr Sticky Fingaz Sonee Seeza 8-Off Assassin (сопродюсер) | - «Long Red» by Mountain - «Christmas Rappin'» by Kurtis Blow - «Hold It Now» by Simon Harris                                                   | 1:00         |
| 10 | «Most Def»                        |                      | Fredro Starr                                                       | | 3:55         |
| 11 | «Act Up» (Skit)                   |                      | Sticky Fingaz                                                      | | 0:23         |
| 12 | «Getto Mentalitee»                | All City Panama P.I. | Fredro Starr                                                       | - «School Boy Crush» by Average White Band | 4:22         |
| 13 | «2 Wrongs»                        |                      | Sticky Fingaz                                                      | - «Throw Ya Gunz» by Onyx | 3:58         |
| 14 | «Maintain» (Skit)                 | All City Panama P.I. | Fredro Starr                                                       | - «Down by the River» by Buddy Miles | 1:56         |
| 15 | «Walk In New York»                |                      | Fredro Starr                                                       | - «Sweet Earth Flying, Pt. 1» by Marion Brown - «Top Billin'» by Audio Two                                                                      | 4:55         |

## Невошедший материал
Группа Onyx записала для альбома 25 песен, но только 15 из них были включены в альбом по решению Jam Master Jay. Песни «Purse Snatchaz, Pt. 2» и «Evil Streets (Remix)» были записаны на студии Quad Recording Studios в декабре 1994 года, через неделю после нападения на Тупака, но были выпущены как сингл только в 1996 году, и были включены на сборник Onyx «Cold Case Files Vol. 1» в 2008 году. Песня «Shout» (Remix) была выпущена на виниле в качестве сингла в 1996 году. Песня группы Onyx «Theme From Sunset Park» была записана в феврале 1995 года специально для саундтрека к фильму «Sunset Park». Она была выпущена на микстейпе DJ LS One «Skillz» в 1995 году. Позже в песне был полностью изменён текст, и вышла она на саундтреке под другим названием «Thangz Changed». В самом же фильме на фоне финальных титров играет совершенно другая, третья версия песни «Thangz Changed», отличающаяся от обеих версий.
В 2010 году была найдена оригинальная версия песни «Live Niguz» (с другим вступлением). В начале был диалог между Фредро Старром и Сонни Сизой, позже эта часть была вырезана из песни, и куплет Стики Фингаза был перезаписан. Песня «The Ghetto Way Of Thinking» впервые была выпущена в оцифрованном кассетном качестве на сборнике Onyx «Cold Case Files Vol. 1» в 2008 году. Песня «To All Ya’ll Crews, Whatever» впервые была выпущена в оцифрованном кассетном качестве на сборнике Onyx «Cold Case Files Vol. 2» в 2012 году. Песни «Punkmotherfukaz» (полная версия) и «Walk In New York» (Jam Master Jay Remix) были также выпущены в оцифрованном кассетном качестве на сборнике Onyx «Cold Case Files Vol. 2» в 2012 году. Там же оказалась и песня «Kidz From Queens», записанная при участии Still Livin' в Нью-Йорке в феврале 1995 года.
Процесс записи оригинальной версии песни «Purse Snatchaz» был показан на DVD Onyx: 15 Years Of Videos, History And Violence, выпущенном группой Onyx в 2008 году. Ещё одна версия этой песни, без припева от Greg Valentine, выходила на микстейпах в 1995 году. В конце 2015 года инженер звукозаписи альбома, Rich Keller, нашёл и передал группе Onyx 3 ранее неизданные песни: «The Ghetto Way Of Thinking», «To All Ya’ll Crews, Whatever» и «Shoot Stab Kill» (Burn Unit Mix). В результата чего в следующем 2016 году на сайте группы Onyx были выпущены две песни «The Ghetto Way Of Thinking» и «To All Ya’ll Crews, Whatever». Песня «Shoot Stab Kill» (Burn Unit Mix) была выпущена позднее в марте 2017 года. В 2016 году был найден утерянный трек «Fight», записанный специально для комикса «ONYX: Fight!», выпущенного компании Marvel Music в апреле 1995 года.
- «Kidz From Queens» (feat. Still Livin')
- «Shoot Stab Kill» (Burn Unit Mix) (feat. Who$ane)
- «The Ghetto Way Of Thinking»
- «To All Ya’ll Crews, Whatever»
- «Walk In New York» (Jam Master Jay Remix)
- «Purse Snatchaz» (original version) (without Greg Valentine)
- «Purse Snatchaz» (8-Off Remix)
- «Punkmotherfukaz» (Full Length)
- «Live Niguz» (original version with different intro)
- «Fight»
- «Purse Snatchaz, Pt. 2» (feat. Smoothe Da Hustler, Trigger The Gambler & DV Alias Khrist)
- «Evil Streets (Remix)» (feat. Method Man & Panama P.I.)
- «Evil Streets (Remix)» (feat. Method Man & Panama P.I.) (original 1994 version)
- «Shout» (Remix)
- «Theme From Sunset Park»
- «Thangz Changed»
- «Thangz Changed» (movie «end credits» version)

## Участники записи
Участники записи для альбома All We Got Iz Us взяты из отсканированной копии буклета альбома.
- Оникс — исполнитель, вокал, продюсер
- Фредро Старр — исполнитель, вокал, продюсер
- Стики Фингаз — исполнитель, вокал, продюсер
- Сонни Сиза — исполнитель, вокал, скрэтчи
- Панама Пи. Ай. — исполнитель, вокал
- Грег Валентайн — исполнитель, вокал
- Джей Мега — исполнитель, вокал
- Ол Сити — исполнитель, вокал
- Джейсон Майзелл — исполнительный продюсер
- Рэнди Аллен — исполнительный продюсер
- 8-Офф Зе Ассассин — сопродюсер
- Дон Эллиотт — запись и сведение
- Рич Келлер — запись и сведение
- Фламбойант — скрэтчи («2 Wrongs»; «Walk In New York»)
- Тони Доузи — мастеринг
- Джей Баттл — координатор проекта